# 费利克斯·德莱塞克
费利克斯·奥古斯特·伯恩哈德·德莱塞克（德語：Felix August Bernhard Draeseke；1835年10月7日—1913年2月26日），德国作曲家。早年曾就读于莱比锡音乐学院，但他更接近李斯特与瓦格纳。1861年他到卢塞恩工作，回国后定居于德累斯顿。在19世纪和20世纪初他是最著名的德国作曲家之一，作品被广泛地演出。他的音乐风格更接近于门德尔松和勃拉姆斯，擅长对位，而旋律天赋较逊。

## 外部連結
- 费利克斯·德莱塞克的免费乐谱，由国际乐谱典藏计划提供